# Giọng ải giọng ai (mùa 4)
Mùa thứ tư của chương trình trò chơi truyền hình về âm nhạc Giọng ải giọng ai được phát sóng trên kênh HTV7 từ ngày 27 tháng 7 năm 2019 đến ngày 18 tháng 1 năm 2020. Ban đầu chương trình được phát sóng trên truyền hình trong vòng 15 tuần, sau đó, số tập mùa này được nâng lên thành 26, với 11 tập không lên sóng được công chiếu trên nhiều kênh YouTube chính thức của nhà sản xuất.
Mùa này giới thiệu nhiều yếu tố mới, chẳng hạn như giọng ca bí ẩn được ẩn mình trong lớp mascot, một vị trí hai giọng ca bí ẩn. Đặc biệt, trong mùa này có một tập phát sóng mà tất cả các giọng ca bí ẩn đều là trẻ em.

## Luật chơi

### Các vòng thi
Chương trình có 3 vòng thi. 7 giọng ca bí ẩn sẽ xuất hiện trên sân khấu. Trong số họ sẽ có những người có giọng hát hay và những người hát không hay. Sau 3 vòng thi, đội nào chọn được chính xác thí sinh hát hay sẽ giành chiến thắng chung cuộc.

#### Vòng hoá thân
Hai đội chơi sẽ được xem những đoạn video clip giới thiệu về nghề nghiệp của 7 giọng ca bí ẩn. Cuối mỗi đoạn clip, hai đội chơi sẽ được nghe một âm thanh (ngắn hơn 1 giây) phát ra từ giọng ca bí ẩn đó. Sau vòng 1, mỗi đội chơi sẽ loại ra 1 giọng ca bí ẩn mà họ cho là hát không hay.

#### Vòng siêu diễn
Hai đội chơi sẽ được nghe 5 giọng ca bí ẩn còn lại hát nhép trên nền nhạc của một đoạn nhạc của những ca sĩ nổi tiếng. Sau vòng 2, mỗi đội chơi sẽ tiếp tục loại ra 1 giọng ca bí ẩn mà họ cho là hát không hay.

#### Vòng lộ diện
Mỗi đội chơi sẽ có 30 giây phỏng vấn 3 giọng ca bí ẩn còn lại. Sau phần phỏng vấn, mỗi đội chơi sẽ chọn 1 giọng ca bí ẩn hát hay để song ca với ca sĩ khách mời của đội đó.

### Giải thưởng
- Người chơi lựa chọn đúng giọng ca hát hay sẽ là người thắng cuộc và nhận được giải thưởng 50 triệu đồng. Nếu hai người chơi đều đoán đúng thì giải thưởng được chia đôi, mỗi người nhận 25 triệu đồng. Nếu cả hai đoán sai thì không ai nhận được giải thưởng.
- Mỗi giọng ca được chọn ở vòng cuối cùng sẽ nhận được giải thưởng 10 triệu đồng, bất kể họ hát hay hay không.

## Danh sách các tập
| Tập     | Ngày phát sóng       | Đội chơi (ca sĩ khách mời + người hỗ trợ) | Đội chơi (ca sĩ khách mời + người hỗ trợ)   | Các giọng ca bí ẩn (và số thứ tự đứng, theo thứ tự bị loại) | Các giọng ca bí ẩn (và số thứ tự đứng, theo thứ tự bị loại) | Các giọng ca bí ẩn (và số thứ tự đứng, theo thứ tự bị loại) | Các giọng ca bí ẩn (và số thứ tự đứng, theo thứ tự bị loại) | Các giọng ca bí ẩn (và số thứ tự đứng, theo thứ tự bị loại) | Các giọng ca bí ẩn (và số thứ tự đứng, theo thứ tự bị loại) | Các giọng ca bí ẩn (và số thứ tự đứng, theo thứ tự bị loại) | TK     |
| Tập     | Ngày phát sóng       | Trường Giang                              | Trấn Thành                                  | Thứ tự loại trừ                                             | Thứ tự loại trừ                                             | Thứ tự loại trừ                                             | Thứ tự loại trừ                                             | Thứ tự loại trừ                                             | Giọng ca được chọn                                          | Giọng ca được chọn                                          | TK     |
| Tập     | Ngày phát sóng       | Trường Giang                              | Trấn Thành                                  | Vòng Hóa thân                                               | Vòng Hóa thân                                               | Vòng Siêu diễn                                              | Vòng Siêu diễn                                              | Vòng Lộ diện                                                | Đội Trường Giang                                            | Đội Trấn Thành                                              | TK     |
| ------- | -------------------- | ----------------------------------------- | ------------------------------------------- | ----------------------------------------------------------- | ----------------------------------------------------------- | ----------------------------------------------------------- | ----------------------------------------------------------- | ----------------------------------------------------------- | ----------------------------------------------------------- | ----------------------------------------------------------- | ------ |
| 1       | 27 tháng 7 năm 2019  | Chi Dân (3) Nam Thư (3)                   | Thu Thủy (2) Anh Đức (3)                    | 7. Thành Vinh                                               | 1. Phương Ngọc                                              | 3. Như Quỳnh                                                | 6. Tấn Lộc                                                  | 2. Nhật Phương                                              | 4. Cẩm Ngân                                                 | 5. Đình Tú                                                  | [ 8 ]  |
| 2       | 3 tháng 8 năm 2019   | Ngô Kiến Huy (3) Lê Dương Bảo Lâm (2)     | Phương Thanh (2) Minh Dự                    | 6. Bảo Vi                                                   | 4. Minh Anh                                                 | 2. Ngọc Thúy                                                | 1. Tiểu Mi                                                  | 5. Minh Chiến                                               | 7. Vĩnh Phúc                                                | 3. Chí Hải                                                  | [ 2 ]  |
| 3       | 10 tháng 8 năm 2019  | Hari Won (3) Cát Phượng (3)               | Trịnh Thăng Bình (3) Kiều Minh Tuấn (3)     | 3. Duy Văn                                                  | 5. Minh Thật                                                | 4. Hồng Vy                                                  | 2. Khánh Đăng                                               | 7. Hoàng Phong                                              | 6. Trùng Dương                                              | 1. Gia Nhi                                                  | [ 9 ]  |
| 4       | 17 tháng 8 năm 2019  | Kim Tử Long (2) Puka (3)                  | Ngọc Huyền BB Trần (2)                      | 7. Nhã Đàn                                                  | 1. Giang Trầm Tích                                          | 5. Truyền Giang                                             | 2. Cao Thanh Hà                                             | 4. Mạc Kim Thắng                                            | 3. Phạm Nhàn                                                | 6. Duy Long                                                 | [ 10 ] |
| 5       | 24 tháng 8 năm 2019  | Võ Hạ Trâm (2) Mạc Văn Khoa               | Kay Trần (2) Quang Trung                    | 2. Nguyên Anh                                               | 7. Đặng Hải Dương                                           | 1. Ngọc Trúc                                                | 6. Thanh Thảo                                               | 4. Quốc Nghĩa                                               | 3. Hoàng Oanh                                               | 5. Đức Anh                                                  | [ 11 ] |
| 6       | 31 tháng 8 năm 2019  | Đức Phúc (2) Harry Lu                     | Erik (2) Lê Thúy                            | 5. Hoàng Yến                                                | 3. Tố Như                                                   | 1. Văn Minh                                                 | 6. Nguyễn Tường Vy                                          | 2. Đức Minh                                                 | 7. Bùi Linh                                                 | 4. An Duy                                                   | [ 12 ] |
| 7       | 7 tháng 9 năm 2019   | Dương Triệu Vũ (2) Hải Triều (2)          | Minh Hằng Thuận Nguyễn (2)                  | 6. Đình Hiếu                                                | 2. Ngọc Như                                                 | 1. Tú Trinh                                                 | 3. Bryan Huỳnh Anh                                          | 7. Lê Khải                                                  | 5. Khánh Linh                                               | 4. Trà My                                                   | [ 13 ] |
| 8       | 14 tháng 9 năm 2019  | Lam Trường (2) Mạc Văn Khoa (2)           | Thu Minh (2) Quang Trung (2)                | 6. Trần Hoải Phương                                         | 4. Võ Hoằng Phương                                          | 3. Phạm Thị Diệp                                            | 7. Thu Hà                                                   | 1. Lê Thu Hiển                                              | 2. Sin Khoa                                                 | 5. Mình Trần                                                | [ 14 ] |
| 9       | 21 tháng 9 năm 2019  | Văn Mai Hương (2) Hứa Minh Đạt            | Vũ Cát Tường (2) Trương Quỳnh Anh           | 4. Dương Bảo                                                | 5. Bích Trâm                                                | 2. Ngô Thể Hiển                                             | 3. Lương Hoảng Phúc                                         | 1. Hải Tiên                                                 | 6. Phước Lĩnh                                               | 7. Trâm Anh                                                 | [ 4 ]  |
| 10      | 28 tháng 9 năm 2019  | Trung Quân (2) Midu                       | Giang Hồng Ngọc (2) Sam (3)                 | 6. Trọng Nguyễn                                             | 7. Huyền Trang                                              | 5. Lương Hoảng Phúc                                         | 2. Trường An                                                | 4. Quốc Lĩnh                                                | 1. Dư Uyên                                                  | 3. Phương Thảo                                              | [ 16 ] |
| 11      | 5 tháng 10 năm 2019  | Gin Tuấn Kiệt (3) Puka (4)                | Quân AP Chế Nguyễn Quỳnh Châu               | 1. Trương Thị Nhi                                           | 5. Trần Thiện Ăn                                            | 7. Nguyễn Đăng Huyên Nga                                    | 4. Trương Quốc Khang                                        | 6. Trần Ngọc Brothers                                       | 3. Thảo Ngọc                                                | 2. Trần Ngọc Thải                                           | [ 25 ] |
| 12      | 12 tháng 10 năm 2019 | Osad Minh Tú                              | Orange Quách Ngọc Tuyên                     | 1. Choi Sung-rak                                            | 6. Thiện Hưng                                               | 3. Pang Ting Phira                                          | 4. Thanh Nhàn                                               | 5. Thanh Vinh                                               | 7. Hồng Thanh Triệu                                         | 2. Phạm Thị Trang                                           | [ 26 ] |
| 13      | 19 tháng 10 năm 2019 | Khắc Hưng Lê Giang (3)                    | Khắc Việt (2) Chí Tài                       | 5. Kim Hoàng                                                | 2. Lê Thị Dẫn                                               | 1. Mình Luân                                                | 4. Lê Tấn Lợi                                               | 7. Tổng Hoằng Duy                                           | 3. Thanh Chương                                             | 6. Lương Trung Kiến                                         | [ 27 ] |
| 14      | 26 tháng 10 năm 2019 | Will (2) (365daband (7)) Quỳnh Anh Shyn   | Ái Phương (2) Jun Vũ                        | 6. Anh Thơ                                                  | 7. Hoàng Lâm                                                | 3. Trương Tổ Huê                                            | 2. Võ Hạnh Hiển                                             | 1. Nguyễn Lộc Vinh Phúc                                     | 4. Võ Minh Hiểu                                             | 5. Thủy Nga                                                 | [ 28 ] |
| 15      | 2 tháng 11 năm 2019  | Thùy Chi Minh Tú (2)                      | Phan Mạnh Quỳnh (2) Võ Hoàng Yến            | 3. Mỹ Hạnh                                                  | 1. Bảo Khánh                                                | 5. Chi Bảo                                                  | 4. Quán Nguyễn                                              | 7. Nguyễn Hạnh                                              | 2. Hứa Ngọc Ngân                                            | 6. Đức Anh                                                  | [ 29 ] |
| 16      | 9 tháng 11 năm 2019  | Phạm Quỳnh Anh (2) Khả Như (2)            | Ưng Hoàng Phúc (2) Anh Thư                  | 3. Trần Thị Ngọc Châu                                       | 2. Trần Huỳnh Đức                                           | 4. Trần Quốc Sơn                                            | 6. Nguyễn Ngọc Khánh                                        | 5.. Hỗ Thanh Toán                                           | 7. Nguyễn Thị Kiểu Loan                                     | 1. Bùi Thanh Lộc                                            | [ 3 ]  |
| 17      | 16 tháng 11 năm 2019 | Jaykii Midu (2)                           | Ali Hoàng Dương Tường Vi                    | 1. Tú Uyên                                                  | 7. Là Hoang Quang Huy                                       | 6. Lê Đinh Chiến                                            | 2. Đặng Hữu Duy                                             | 3. Lan Anh                                                  | 4. Kim Huê                                                  | 4. Cát Tưởng                                                | [ 30 ] |
| 18      | 23 tháng 11 năm 2019 | Trúc Nhân (2) Nam Thư (4)                 | Trọng Hiếu Pom                              | 1. Nguyễn Trả Như Nghĩa                                     | 2. Nguyễn Nhật Tân                                          | 5. Võ Ngọc Xuân Ca                                          | 3. Trần Hoàng Lâm Ngữ                                       | 4. Vaio Triều Hồ                                            | 6. Nguyễn Đăng Nguyên                                       | 7. Phạm Thùy Lĩnh                                           | [ 31 ] |
| 19      | 30 tháng 11 năm 2019 | Suni Hạ Linh (2) Liên Bỉnh Phát           | Tố My BB Trần (3)                           | 1. Hoải Nam                                                 | 3. Thái Bảo                                                 | 6. Lê Hoàng Thẳng                                           | 2. Nguyễn Thục Bảo Trấn                                     | 5. Ngọc Tu                                                  | 7. Minh Trí                                                 | 4. Thanh Tuyển                                              | [ 32 ] |
| 20      | 7 tháng 12 năm 2019  | Hoàng Yến Chibi (3) Lê Lộc                | S.T Sơn Thạch (3) (365daband (8)) Tuấn Trần | 4. Lê Công Ty                                               | 1. Bảo Ngọc                                                 | 3. Trần Tăng Thành                                          | 6. Bích Kiểu                                                | 2. Mạnh Duy                                                 | 7. Duy Lĩnh                                                 | 5. Nguyễn Lê Thủy Ngọc                                      | [ 33 ] |
| 21      | 14 tháng 12 năm 2019 | Hiền Hồ (2) ViruSs                        | Mai Tiến Dũng (2) Cris Phan                 | 6. Diu Ái                                                   | 4. Lê Thành Tuẫn                                            | 3. Kiều Tiên                                                | 7. Trung Tín                                                | 1. Lê Văn Khải                                              | 2. Đặng Lê Hồng Nhi                                         | 5. Trần Lê Đức                                              | [ 34 ] |
| 22      | 21 tháng 12 năm 2019 | Nguyễn Trần Trung Quân Vương Anh Tú       | Thủy Tiên Denis Đặng                        | 1. Nguyễn Tiễn Đạt                                          | 6. Ái Liên                                                  | 4. Trương Mẫn Thanh                                         | 2. Vương Thiên Phúc                                         | 3. Phương Thảo                                              | 5. Trần Bảo Hẳn                                             | 7. Lâm Minh Tha                                             | [ 35 ] |
| 23      | 28 tháng 12 năm 2019 | Quang Vinh (2) Hoàng Oanh                 | Ngô Kiến Huy (4) Sam (4)                    | 4. Lê Trương Giang                                          | 1. Thu Tra và Minh Trâm                                     | 5. Vi Nguyễn Thiên Thương                                   | 2. Nguyễn Thị Mông Tuyển                                    | 3. Keonakhon Vongsaynha                                     | 7. Nguyễn Dức Nhân                                          | 6. Dương Duy                                                | [ 5 ]  |
| 24 (ĐB) | 4 tháng 1 năm 2020   | Hồ Việt Trung Thúy Nga                    | Trang Pháp (2) Phát La                      | 6. Đặng Khả Hân                                             | 3. Châu Giang                                               | 4. Dương Ngọc Hà                                            | 2. Phạm Nhật Hy                                             | 5. Trinity Jinjin                                           | 1. Nguyễn Hải Đăng                                          | 7. Minh Vỹ                                                  | [ 6 ]  |
| 25      | 11 tháng 1 năm 2020  | Quốc Thiên (2) Cao Thái Hà                | Lê Bảo Bình Nhật Kim Anh                    | 1. Nguyễn Ngọc Hưng                                         | 5. Huỳnh Công Ấn                                            | 2. Hiểu Toàn                                                | 3. Lê Khắc Giang                                            | 7. Na Yuu                                                   | 4. Huỳnh Nguyên Phong                                       | 6. Nguyễn Trung Đức                                         | [ 36 ] |
| 26      | 18 tháng 1 năm 2020  | Uyên Linh MLee                            | Mỹ Linh Nguyễn Hồng Thuận                   | 4. Viễn Trinh                                               | 1. Quỳnh Trang                                              | 6. Alan Huỳnh                                               | 5. Lê Thị Quỳnh Châu                                        | 7. Yến Linh                                                 | 3. Phạm Minh                                                | 2. Trần Quang Huy                                           | [ 37 ] |